# Saint-Berain-sous-Sanvignes
Saint-Berain-sous-Sanvignes – miejscowość i gmina we Francji, w regionie Burgundia-Franche-Comté, w departamencie Saona i Loara.
Według danych na rok 1990 gminę zamieszkiwało 945 osób, a gęstość zaludnienia wynosiła 21 osób/km² (wśród 2044 gmin Burgundii Saint-Berain-sous-Sanvignes plasuje się na 246. miejscu pod względem liczby ludności, natomiast pod względem powierzchni na miejscu 50.).